# Coimbra (lied)
Coimbra is een lied in het genre van de fado, aan het eind van de  jaren dertig van de twintigste eeuw geschreven door José Galhardo (tekst) en Raul Ferrão (muziek). Aanvankelijk werd het bekend als April in Portugal, tot het in 1950 door Amália Rodrigues onder de oorspronkelijke titel werd vertolkt.
Na Garota de Ipanema is dit wellicht het bekendste lied in de Portugese taal. Het lied is vertolkt door vele bekende artiesten, waaronder Louis Armstrong, Bing Crosby, en (in Nederland) Eddy Christiani.

## Opgenomen versies
Het lied Coimbra (of April in Portugal) is onder andere opgenomen door de volgende artiesten: 
- Amália Rodrigues
- Eddy Christiani
- Louis Armstrong
- Bing Crosby
- Eartha Kitt
- Freddy Martin
- Vic Damone
- Tony Martin
- Earl Bostic
- Dukes of Dixieland
- Pérez Prado
- Mitchell Ayres
- Lawrence Welk
- Chet Atkins
- Bert Kaempfert
- Plácido Domingo